# Иустин (Базилевич)
Митрополит Иустин (Базилевич; XVII век, Речь Посполитая — 17 августа 1709, Киев) — епископ Русской православной церкви, епископ Белгородский и Обоянский.

## Биография
Родился на Правобережной Украине. Относительно родителей нет сведений. Образование получил в Киево-Могилянской академии в 1660—1670-х годах. По окончании обучения принял монашеский постриг в Киево-Печерской лавре и вскоре назначен начальником Лаврской типографии и проповедником. Был иеромонахом и начальником Ближних пещер.
Как один из самых образованных лаврских монахов Базилевич ездил в Москву с важными поручениями. Когда Киевская митрополия попала под покровительство Московского патриархата (1686), для Киево-Печерской лавры было особенно важно сохранить свои древние привилегии: ставропигию, право свободного выбора архимандрита и некоторые другие. Так, в июле 1690 году Иустин Базилевич вместе с Афанасием Миславским, Евстафием Завадовским и некоторыми другими лаврскими служителями ездил в Москву с челобитной от Лавры, скрепленной подписью гетмана Ивана Мазепы, о разрешении выбирать лаврского настоятеля по древнему монастырскому обычаю. Одновременно в челобитной говорилось, что эту должность нельзя сочетать с саном митрополита, потому что это противоречит лаврской ставропигии: «митрополит бо киевский искони не належал и не належит до архимандрии печерской».
В августе этого же года Иустин Базилевич сопровождал в Москву новоизбранного митрополита Киевского, Галицкого и всея Малой России Варлаама Ясинского, прибывший туда для хиротонии. Во время церемонии посвящения в Петропавловской соборной церкви Иустин Базилевич произнёс речь перед лицами царского двора.
В 1691 году и 1692 году он ездил в Москву в составе делегации, которая просила деньги на нужды киевских церквей и монастырей, что было очень распространенным в XVII веке явлением.
В 1702 году избран епископом Белгородским и Обоянским. Начал служение на Белгородской кафедре с 23 января 1704 года.
Служение митрополита Иустина в Белгородской епархии было очень непродолжительным. Сведений о его деятельности за этот период практически не сохранилось.
В 1707 году освятил строившийся 17 лет Троицкий кафедральный собор.
В 1709 году по болезни уволен на покой Киево-Печерскую лавру, где скончался 17 августа 1709 год. Похоронен возле Киевской Феодосиевской церкви Киево-Печерской лавры.